# Colecistite acuta
La colecistite acuta è una condizione patologica caratterizzata da un'infiammazione della colecisti. Il meccanismo fisiopatologico alla base della colecistite acuta è l'occlusione del dotto cistico. Il trattamento ottimale per la colecistite è la chirurgia; tuttavia, in casi necessari, è possibile optare per un approccio conservativo. Questa affezione può manifestarsi sia con che senza la presenza di calcoli biliari ed essere classificata come acuta o cronica. Se ne riscontra l'insorgenza in entrambi i sessi, ma potrebbe esservi una predisposizione in alcune popolazioni specifiche. Inoltre, potrebbe manifestarsi con sintomi e segni caratteristici. La colecistite acuta può anche essere confusa con altre patologie, come l'ulcera peptica, la malattia infiammatoria intestinale e le patologie cardiache. La pancreatite acuta e cronica possono altresì simulare una patologia della colecisti.

## Clinica

### Eziologia
La causa principale dell'occlusione del dotto cistico è la formazione di calcoli biliari. In circostanze normali, la bile viene prodotta nel fegato, viaggia lungo il dotto biliare e viene immagazzinata nella colecisti. Dopo il consumo di certi alimenti, specialmente nel caso essi siano piccanti o grassi, la colecisti viene stimolata a svuotare la bile nel dotto cistico, che la porta poi nel dotto biliare e nel duodeno.
La colecisti non solo immagazzina la bile, ma può anche concentrarla. La bile concentrata è suscettibile di formare calcoli quando il suo equilibrio viene alterato. Questo può avvenire a causa della stasi della bile, dell'eccessiva presenza di colesterolo e lipidi prodotti dal fegato, di problemi nel processo di concentrazione e della nucleazione dei cristalli di colesterolo.
Quando un calcolo biliare causa l'occlusione del dotto cistico, si parla di colecistite calcolosa acuta. È importante notare che, in presenza di calcoli biliari, si può sperimentare dolore temporaneo, noto come colica biliare. La diagnosi di colica biliare viene cambiata in colecistite calcolosa acuta se il dolore persiste per oltre sei ore. Se non viene individuato alcun calcolo, si parla di colecistite acalcolosa acuta.
Indipendentemente dalla causa dell'occlusione, l'edema della parete della colecisti alla fine porta all'ischemia della parete, che può diventare gangrenosa. La colecisti gangrenosa può essere infettata da microrganismi che producono gas, portando a una condizione nota come colecistite enfisematosa acuta. Tutte queste condizioni possono evolversi rapidamente in situazioni potenzialmente letali, e la rottura della colecisti ha una grave mortalità associata.
Circa il 95% delle persone affette da colecistite acuta presenta anche calcoli biliari. Tuttavia, è importante notare che la presenza incidentale di calcoli biliari non necessita sempre di trattamento, poiché solo circa il 20% dei pazienti con calcoli asintomatici sviluppa sintomi entro 20 anni. Inoltre, circa l'1% dei pazienti con calcoli asintomatici sperimenta complicazioni legate ai calcoli prima dell'insorgenza dei sintomi, ma in generale, non è raccomandata una colecistectomia preventiva per i pazienti asintomatici.

### Epidemiologia
L'incidenza della colecistite acuta è di circa 6 300 casi su 100 000 persone di età inferiore ai 50 anni e di 20 900 casi su 100 000 persone di età superiore ai 50 anni in tutto il mondo. Le patologie della colecisti si manifestano sia negli uomini che nelle donne, con alcune popolazioni che possono essere più inclini a svilupparle. Il rischio di malattie della colecisti aumenta nelle donne, nei pazienti obesi, nelle donne in gravidanza e nei pazienti di circa 40 anni. Una perdita di peso drastica o malattie acute possono anche aumentare il rischio. La formazione dei calcoli biliari e questa condizione possono essere ereditate all'interno delle famiglie. Altre condizioni che provocano la rottura delle cellule del sangue, come ad esempio la malattia delle cellule falciformi, aumentano anche l'incidenza dei calcoli biliari.

### Fisiopatologia
La fisiopatologia di questa malattia è legata all'occlusione del dotto cistico o al malfunzionamento del processo di svuotamento della colecisti. Nei casi di colecistite acuta non trattata, si possono verificare la perforazione della colecisti, la sepsi e il decesso. I calcoli biliari si formano a partire da vari materiali, come la bilirubina o il colesterolo. Questi materiali aumentano la probabilità di sviluppare colecistite e calcolosi biliare in condizioni come la malattia delle cellule falciformi, dove le cellule rosse del sangue si rompono e producono un eccesso di bilirubina, dando luogo a calcoli pigmentati. I pazienti con eccesso di calcio, come nel caso dell'iperparatiroidismo, possono sviluppare calcoli di calcio. Mentre i pazienti con eccesso di colesterolo possono formare calcoli di colesterolo. L'occlusione del dotto biliare comune, come avviene nelle neoplasie o nelle stenosi, può anch'essa causare la stasi del flusso biliare, favorendo la formazione dei calcoli biliari.

### Istopatologia
Nella fase iniziale, la colecisti solitamente manifesta una considerevole congestione venosa e edema. Col passare del tempo, possono comparire fibrosi e la presenza di cellule infiammatorie croniche. Nei casi più avanzati, possono presentarsi perforazioni o gangrena.

### Segni e sintomi
I casi di colecistite cronica si presentano con un dolore addominale progressivo nel quadrante superiore destro, accompagnato da gonfiore, intolleranze alimentari, aumento della produzione di gas, nausea e vomito. Può verificarsi anche dolore nella zona centrale della schiena o alla spalla e questo dolore può persistere per anni prima di una diagnosi. Nei casi di colecistite acuta, i sintomi sono simili ma più gravi e spesso vengono confusi con problemi cardiaci. Tra i segni e sintomi più travi troviamo febbre, nausea e vomito, sudorazione, perdita di appetito, ittero e addome acuto. La scoperta di un dolore addominale nel quadrante superiore destro associato alla palpazione profonda, noto come manovra di Murphy, è generalmente tipico di questa malattia. Talvolta esiste un evento dietetico o pasto abbondante specifico, che precede l'attacco acuto.

### Diagnosi
Un esame obiettivo associato a un'anamnesi completa è fondamentale per effettuare la diagnosi di colecistite. Un emocromo completo e un profilo metabolico completo sono delle analisi di laboratorio altrettanto importanti. Nei casi di colecistite cronica, questi risultati possono essere nella norma, ma nella colecistite acuta o nelle forme gravi, il conteggio dei globuli bianchi può essere elevato. Gli enzimi epatici possono anche essere elevati. Se si riscontra un alto livello di bilirubina superiore a 2, è opportuno considerare la possibile presenza di un calcolo nel dotto biliare comune. Va notato che anche in presenza di una grave patologia della colecisti, i valori di laboratorio possono risultare normali. È necessario il dosaggio delle amilasi e delle lipasi, per escludere la pancreatite. Spesso, inizialmente, viene richiesto una tomografia computerizzata nel reparto di emergenza come primo test diagnostico. In questa immagine è possibile osservare spesso segni di colecistite e calcoli biliari. Una ecografia della colecisti è il miglior test per valutare la patologia della colecisti inizialmente. Un ispessimento della parete della colecisti e i calcoli biliari sono risultati comuni in questa condizione. Nei casi di colecistite acuta, è consigliata una scintigrafia epatobilare con il compito di diagnosticare la funzionalità della colecisti o l'occlusione del dotto cistico. L'aggiunta di colecistochinina nei casi senza calcoli biliari può anche diagnosticare la colecistite acalcolosa, con una espulsione inferiore al 35%.

### Trattamento
La gestione più appropriata della colecistite è la colecistectomia laparoscopica. Questa procedura presenta bassi tassi di morbilità e mortalità con un rapido recupero. In casi in cui il paziente non è un candidato ideale per la laparoscopia, è possibile optare per un intervento chirurgico a cielo aperto. Nei casi in cui il paziente sia gravemente malato e non sia considerato un buon candidato per l'intervento chirurgico, si può ricorrere al drenaggio percutaneo temporaneo della colecisti. I casi lievi di colecistite cronica in pazienti considerati non idonei all'intervento chirurgico potrebbero essere gestiti con diete a basso contenuto di grassi e spezie. I risultati di questo trattamento possono variare. È stato segnalato che il trattamento medico dei calcoli biliari con l'ursodiolo ha avuto successo in alcuni casi.